# John van Zweden
John van Zweden (Den Haag, 6 maart 1962) is een Nederlandse ondernemer en voetbalbestuurder.

## Levensloop
Van Zweden groeide op in Den Haag. Op 20-jarige leeftijd nam hij de  verf- en behangwinkel van zijn vader over en bouwde deze verder uit tot een van de grootste woninginrichtings- en behangwinkels van Nederland. Sinds 2019 wordt het bedrijf gerund door de vierde generatie. Van Zweden behoorde tot de harde kern van FC Den Haag en kwam in die hoedanigheid meerdere malen in aanraking met de politie. Ook kreeg hij in 1983 een stadionverbod voor een periode van twee jaar. In 1995 kreeg hij van de KNVB een levenslange schorsing als scheidsrechter, omdat hij het clubhuis van de Haagse vereniging BMT kort en klein geslagen had als reactie op vernielingen aan zijn auto.
Als zestienjarige scholier had Van Zweden een penvriend die supporter was van Swansea City. Door deze vriendschap werd de Nederlander ook fan. In 2002 stond de club uit Wales aan de rand van de afgrond. Van Zweden legde circa € 60.000,- in en redde op die manier samen met verschillende anderen de club.
Door zijn betrokkenheid bij de Britse club verscheen Van Zweden regelmatig in verschillende media. In 2014 verscheen bij Voetbal International zijn levensverhaal onder de naam Behangkoning in de Premier League. Eind 2014 verscheen er een bioscoopfilm over Van Zweden en zijn collegadirecteuren. Deze film, Jack to a King, ging in London, Leicester Square in première. Van Zweden verkocht in april 2016 zijn ooit voor € 60.000,- gekochte Swansea-aandelen. Die leverden hem circa € 8.500.000,- op.

## Persoonlijk
Samen met zijn vrouw Wendy heeft Van Zweden twee kinderen.